# Зборов
Збо́ров або Збо́рів (словац. Zborov) — село в Словаччині, Бардіївському окрузі Пряшівського краю. 

## Географія
Розташоване в північно-східній частині Словаччини в північній частині Низьких Бескидів в долині потока Каменець, у який стікають Стебницький та Баковецький потоки, на перехресті старих торговельних шляхів недалеко кордону з Польщею. Протікає річка Росуцька вода.

## Історія
Вперше згадується у 1355 році.
У селі є готичний римо-католицький костел кінця 14 століття, реконструйований у 1873 році.
На горі над селом розташований Зборівський замок, який вперше згадується у 1347 році, в усній народній творчості названий «Маковиця», звідки пішла історична назва «Маковицьке панство», а також збереглася як неофіційна назва околиці. Така сама назва відбилася й у фольклорі русинів-українців Східної Словаччини, передусім у народній пісні «Коли мурували Білу Маковицю».
Через село пролягав маршрут російських військ для придушення угорської революції в 1849 році.

## Населення
| Рік:            | 1994. | 2004.    | 2014.    | 2024.   |
| --------------- | ----- | -------- | -------- | ------- |
| Кількість осіб: | 2424  | 2864     | 3346     | 3670    |
| Різниця:        |       | +18,15 % | +16,82 % | +9,68 % |

| Рік:            | 2023. | 2024.   |
| --------------- | ----- | ------- |
| Кількість осіб: | 3623  | 3670    |
| Різниця:        |       | +1,29 % |

В селі проживає 3 134 осіб.
Національний склад населення (за даними останнього перепису населення — 2001 року):
- словаки — 87,81 %
- цигани — 9,68 %
- русини — 0,52 %
- українці — 1,11 %

Склад населення за приналежністю до релігії станом на 2001 рік:
- римо-католики — 93,06 %,
- греко-католики — 4,62 %,
- православні — 1,00 %,
- не вважають себе віруючими або не належать до жодної вищезгаданої церкви — 0,92 %